# Bois de Vincennes
Bois de Vincennes este un parc situat în estul Parisului, în Franța. Cu o suprafață de 995 de hectare, acesta reprezintă cel mai mare spațiu verde parizian.

## Localizare
Bois de Vincennes este situat în partea de est a Parisului, fiind separat de restul arondismentului 12 prin bulevardul periferic. Pădurea ocupă un platou ușor ridicat la nord de confluența Senei cu Marne. Cea mai mare parte este împădurită, însă există de asemenea, și câteva peluze și patru lacuri legate printr-un sistem de fluxuri.
Orașul Vincennes, situat la periferia de nord, a luat numele pădurii odată cu alegerea sa în cadrul comunei după Revoluția franceză.

## Comune învecinate
Mai multe comune sunt situate la marginea pădurii de Vincennes. Incepând cu partea de nord-vest a parcului și în direcția acelor de ceasornic, găsim:
- Saint-Mandé
- Vincennes
- Fontenay-sous-Bois
- Nogent-sur-Marne
- Joinville-le-Pont
- Saint-Maurice
- Charenton-le-Pont

## Dimensiuni
Cu o suprafață de 9.95 km2, Bois de Vincennes este cel mai mare parc din Paris, puțin mai mare decât omologul său din vestul Parisului, Bois de Boulogne (8.46 km2). De fapt, el reprezintă aproape 10% din suprafața totală a municipiului Paris și este aproape la fel de întins ca suprafața totală a cartierelor din centrul orașului (arondismentele 1-6). Prin comparație, Central Park din New York nu măsoară decât 3.41 km2, Richmond Park, cel mai mare parc din Londra, 9.55 km2, iar Griffith Park, cel mai mare parc municipal din lume, la Los Angeles, 17 km2. 